# Harry Alabaster Parker

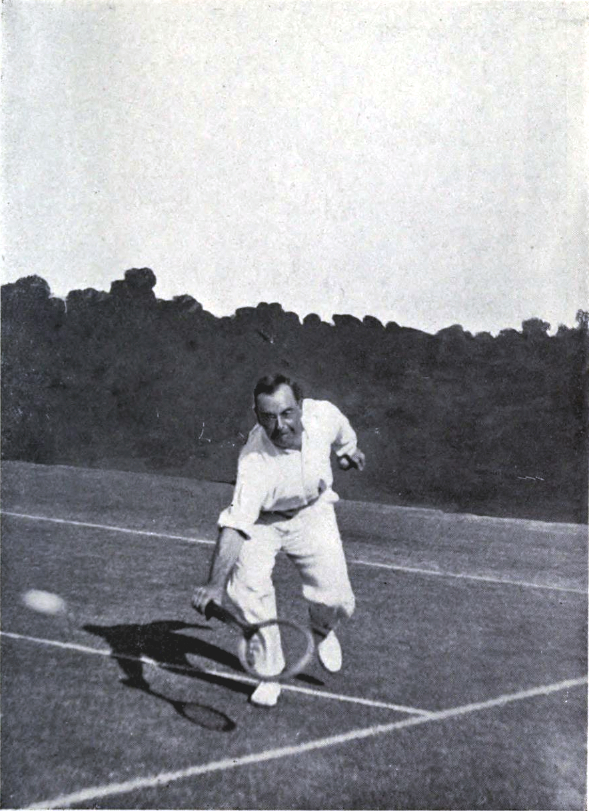
Parker (um 1912)

Harry Alabaster Parker (* 6. Mai 1873 in Christchurch; † 14. Mai 1961 in Sydney) war ein neuseeländischer Tennisspieler.

## Karriere
Parker nahm am 1901 an den Wimbledon Championships teil. 1905 erreichte er dort das Achtelfinale, in dem er dem US-Amerikaner William Larned in fünf Sätzen unterlag. Bei den Meisterschaften von Australien und Neuseeland drang er 1907 bis ins Finale vor, verlor dies jedoch gegen Horace Rice. 1913 erreichte er erneut das Finale, musste sich in diesem Jahr Ernest Frederick Parker geschlagen geben.
1907 gewann er an der Seite von Bill Greg die Doppelkonkurrenz der Meisterschaften von Australien und Neuseeland.

### Doppeltitel
| Nr. | Jahr | Turnier                                       | Belag | Partner   | Finalgegner               | Ergebnis           |
| --- | ---- | --------------------------------------------- | ----- | --------- | ------------------------- | ------------------ |
| 1.  | 1907 | Meisterschaften von Australien und Neuseeland | Rasen | Bill Greg | Horace Rice George Wright | 6:2, 3:6, 6:2, 6:2 |